# Incassatura

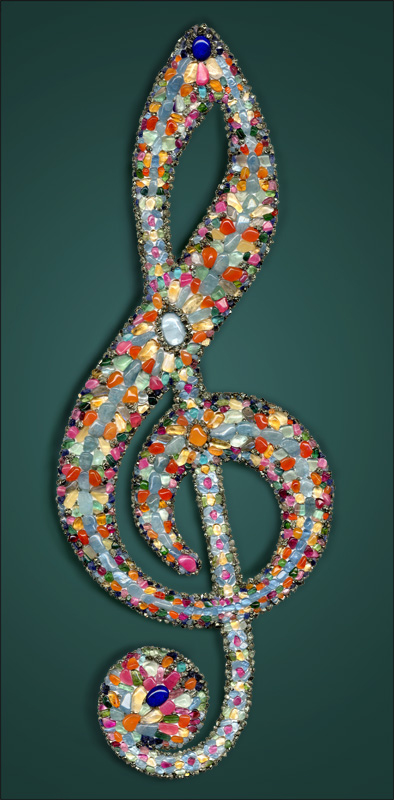
Incassature su una chiave di violino

L'incassatura o incastonatura è la tecnica usata in oreficeria per fissare le pietre preziose di vario genere e forme nei gioielli all'interno di appositi alloggiamenti, chiamati castoni.

## Tipi
I tipi di incassatura conosciuti sono:
- Incastonatura lastra (tagliato)
- Incastonatura a baffo o puntatine (per castoni a tazza o cipollina)
- Incastonatura a pavé (insieme di pietre)
- Incastonatura sgriffata (su punte solitamente allineate su di un'unica striscia di metallo)
- Incastonatura a griffe (si incassa la pietra servendosi di punte ricavate da fili saldati o ritagliati dai castoni)
- Incastonatura binario battuto pietre tonde
- Incastonatura binario battuto pietre di forma
- Incastonatura battuto pietre tonde (a notte)
- Incastonatura battuto pietre di forma
- Incastonatura fantasia (fermare la pietra dentro il metallo creando un disegno; stella mandorla)
- Incastonatura invisibile o serti mystérieux[1]
- Incassatura alla francese
- Incassatura a galleria (innalzare il castone al di sopra del corpo del gioiello)[2]
- Incassatura a castone ribattuto, "serti clos" o "a spagliazzo" (ripiegare il bordo del castone sulla pietra)

## Strumenti
L'attrezzatura di base comprende un banco dotato di cassetti per contenere la maggior parte dell'attrezzatura, un microtrapano dotato di mandrino per alloggiarvi le punte che servono a forare il metallo e le frese, una lampada, una lente d'ingrandimento, piccoli piattini dove riporre le pietre preziose, una bilancia pesa carati, una pietra a olio per affilare i bulini. 
L'attrezzatura è di piccole dimensioni per consentire le minute lavorazioni. Tra gli strumenti vi sono le frese a palla, a fessura, a scodella, ecc.., i gommini abrasivi, carta smeriglio, le lime di diverse grane e sezioni, pinze e tronchesi, seghetto, bulini per incidere i metalli, morsetti e fusi con mastice o ceralacca per tener fermi gli oggetti, battitore per battere il metallo, lanternino per scaldare il mastice dove andranno messi gli oggetti per tenerli fermi.